# Ennetbürgen
Ennetbürgen est une commune suisse du canton de Nidwald.

## Géographie

Vue aérienne (1956)

Selon l'Office fédéral de la statistique, Ennetbürgen mesure 9,33 km2.
Ennetbürgen est limitrophe de Buochs, Stans, Stansstad, ainsi que de Lucerne dans le canton de Lucerne.

## Démographie
Selon l'Office fédéral de la statistique, Ennetbürgen compte 4 174 habitants en 2008. Sa densité de population atteint 447 hab./km².
Le graphique suivant résume l'évolution de la population d'Ennetbürgen entre 1850 et 2008 :

## Économie
Ennetbürgen compte 200 employeurs qui emploient quelque 950 personnes : 14 % dans le secteur agricole, 32 % dans le commerce et l'industrie, 54 % dans le secteur des services.